# مخطط حالة الاستخدام

A UML مخطط حالة الاستخدام يمثل التفاعل بين العميل والنظام

مخطط حالة الاستخدام هو أبسط عرض لتفاعلات المستخدم مع النظام حيث تُمثل حالات الاستخدام على شكل دوائر أو أشكال بيضاوية، وهو يعرض العلاقات بين المستخدم وحالات الاستخدام المختلفة التي يشارك فيها. يمكن لمخطط الاستخدام أيضا أن يعرض أنواع المستخدمين وحالات الاستخدام المختلفة وهو يستخدم غالبا إلى جانب أنواع أخرى من المخططات.

## التطبيقات
بينما تتعمق حالة الاستخدام نفسها في الكثير من التفاصيل حول جميع الحالات الممكنة، يقدم مخطط حالة الاستخدام عرضا مختصرا للنظام. قيل أن مخطط حالة الاستخدام هو مخطط (blueprint) للنظام وهو يقدم عرضا بصريا مبسطا لما يفعله النظام.

نظريا لطبيعته البسيطة، يعد مخطط حالة الاستخدام وسيلة جيدة للتواصل مع أصحاب الشأن. محاولة تمثيل العالم الحقيقي وتقديم عرض لأصحاب الشأن لفهم كيف سيتم عمل وتصميم النظام. قام «ساو» و«لي» بإجراء بحث حول فعالية مخططات حالة الاستخدام من عدمها، ووجدوا بأن مخططات حالة الاستخدام عبرت عن الهدف من النظام بشكل أكثر بساطة لأصحاب الشأن وأن مخطط الفئة قد أدى دورا مكملا له في تفسير النظام.
الهدف من مخطط حالة الاستخدام هو ببساطة تقديم رؤية مختصرة وعرض المتطلبات بشكل مناسب للأشخاص العاديين، وتُستخدم المخططات الأخرى لتوضيح النظام بشكل أكثر تفصيلا.